# Condado de Renville (Minnesota)
El condado de Renville (en inglés: Renville County), fundado en 1855 y con nombre en honor del pionero Joseph Renville, es un condado del estado estadounidense de Minnesota. En el año 2000 tenía una población de 17.154 habitantes con una densidad de población de 7 personas por km². La sede del condado es Olivia.

## Geografía
Según la oficina del censo el condado tiene una superficie total de 2557 km² (987,3 mi²), de los que 2546 km² (983 mi²) son tierra y 11 km² (4,2 mi²) (0,44%) son agua. El condado dispone de varios lagos naturales.

### Condados adyacentes
- Condado de Kandiyohi - norte
- Condado de Meeker - noreste
- Condado de McLeod - este
- Condado de Brown - sureste
- Condado de Sibley - sureste
- Condado de Nicollet - sur
- Condado de Redwood - suroeste
- Condado de Yellow Medicine - oeste
- Condado de Chippewa - noroeste

### Principales carreteras y autopistas
- U.S. Autopista 71
- U.S. Autopista 212
- Carretera estatal 4
- Carretera estatal 19
- Carretera estatal 23

## Demografía
Según el censo del 2000 la renta per cápita media de los habitantes del condado era de 37.652 dólares y el ingreso medio de una familia era de 45.065 dólares. En el año 2000 los hombres tenían unos ingresos anuales 30.473 dólares frente a los 22.179 dólares que percibían las mujeres. El ingreso por habitante era de 17.770 dólares y alrededor de un 8,80% de la población estaba bajo el umbral de pobreza nacional.

## Localidades

### Ciudades y pueblos
| - Bird Island - Buffalo Lake - Danube - Fairfax - Franklin - Hector | - Morton - Olivia - Redwood Falls - Renville - Sacred Heart |

### Municipìos
| - Municipio de Bandon - Municipio de Beaver Falls - Municipio de Birch Cooley - Municipio de Bird Island - Municipio de Boon Lake - Municipio de Brookfield - Municipio de Cairo - Municipio de Camp - Municipio de Crooks - Municipio de Emmet - Municipio de Ericson - Municipio de Flora - Municipio de Hawk Creek - Municipio de Hector | - Municipio de Henryville - Municipio de Kingman - Municipio de Martinsburg - Municipio de Melville - Municipio de Norfolk - Municipio de Osceola - Municipio de Palmyra - Municipio de Preston Lake - Municipio de Sacred Heart - Municipio de Troy - Municipio de Wang - Municipio de Wellington - Municipio de Winfield |

### Comunidades sin incorporar
- Vicksberg